# Nikolaj Sličenko
Nikolaj Aleksejevič Sličenko (rusko Никола́й Алексе́евич Сличе́нко), ruski pevec, igralec in režiser romskega rodu, * 27. december 1934, Belgorod, Sovjetska zveza, † 2. julij 2021
Sličenko je bil glavni režiser Romskega gledališča v Moskvi in edini Rom, ki je bil nagrajen z naslovom Narodni umetnik ZSSR (1981).

## Biografija
Sličenko se je rodil v okolici Belgoroda, v romski družini. Del njegovega otroštva je potekal med 2. svetovno vojno. Med vojno je Aličenko izgubil precej svojih sorodnikov. Ko je bil še deček, so nemški vojaki pred njegovimi očmi leta 1942 ustrelili njegovega očeta. Po vojni se je družina Sličenko naselila v romskem kolhozu (kolektivnem kmetijskem posestvu) v Voroneški oblasti. Najstniki so morali delati ravno toliko kot odrasli. To je bil čas, ko je Sličenko slišal pripovedi o romskem gledališču v Moskvi in začel sanjati o tem, da bi nastopal na odru gledališča.
Leta 1951 je bil Sličenko sprejet v Romsko gledališče. Nadarjen Sličenko je kmalu nase pritegnil pozornost glavnih mojstrov gledališča. Kljub temu mu dela niso olajšali. Začel je kot številni, tj. kot igralec pomožnega osebja.
Glavna vloga je bila Sličenku prvič zaupana leta 1952, ko še ni bil star 18 let. To je bilo v času, ko je gledališče odšlo na gostovanje v Zagorsk (danes Sergijev Posad) z igro Štiri zaročenke, avtorja Ivana Hrustaljova. Sličenko je igral vlogo Leksa, kot zamenjava za igralca Sergeja Fjodoroviča Šiškova, ki je zbolel. Sličenko je vlogo Leksa igral več let, kasneje, ko pa je postal starejši, je v tej igri igral tudi vlogo Badija.
Po igri je bil Sličenko spoznan za sposobnega igralca. Gledališče mu je pričelo namenjati vloge v trenutnih predstavah. V svoji celotni karieri je v svojem domačem gledališču odigral več kot 60 vlog, preizkusil pa se je tudi kot filmski igralec v številnih popularnih filmih, kot so V dežju in soncu, Moj otok je moder, Poroka v Robinju in še nekateri drugi.
Leta 1977 je Nikolaj Sličenko postal glavni režiser Romskega gledališča. Za to je leta 1972 dokončal viške tečaje za režiserje na Ruski akademiji gledaliških umetnosti pod mentorstvom Narodnega umetnika ZSSR, Andreja Aleksandroviča Gončarova.
4. decembra 1998 je bila na Zvezdnem trgu v Moskvi postavljena zvezda z imenom Nikolaja Sličenka.

## Izbrana diskografija
- Поет Николай Сличенко. Цыганские Народные Песни И Романсы (1969)
- Когда Поет Душа (1987)
- В Стиле Ретро (1994)
- Любимые песни.Ru (2004)
- Любимые Песни.RU часть2 (2008)

## Nagrade in priznanja
Redi
- Red za zasluge domovini 2. stopnje (2020)
- Red za zasluge domovini 3. stopnje (2004)[9]
- Red za zasluge domovini 4. stopnje (1994)
- Red časti (2009)
- Red prijateljstva (2014)
- Red prijateljstva med narodi

Naslovi
- Častni umetnik RSFSR (1969)
- Narodni umetnik RSFSR (1975)
- Narodni umetnik ZSSR (1981)

Nagrade
- Državna nagrada ZSSR (1987)
- Nagrada vlade Ruske federacije na področju kulture (2013)